# Inhibidor de fusión
Inhibidor de entrada, también conocido como inhibidor de fusión, es un tipo de antirretroviral usado en la terapia de combinación para el tratamiento por infección del VIH. Este tipo de medicamento interfiere en la entrada del virión VIH a la célula humana. Por medio del bloqueo del ciclo de replicación, estos agentes frenan la aparición de la infección del sida.

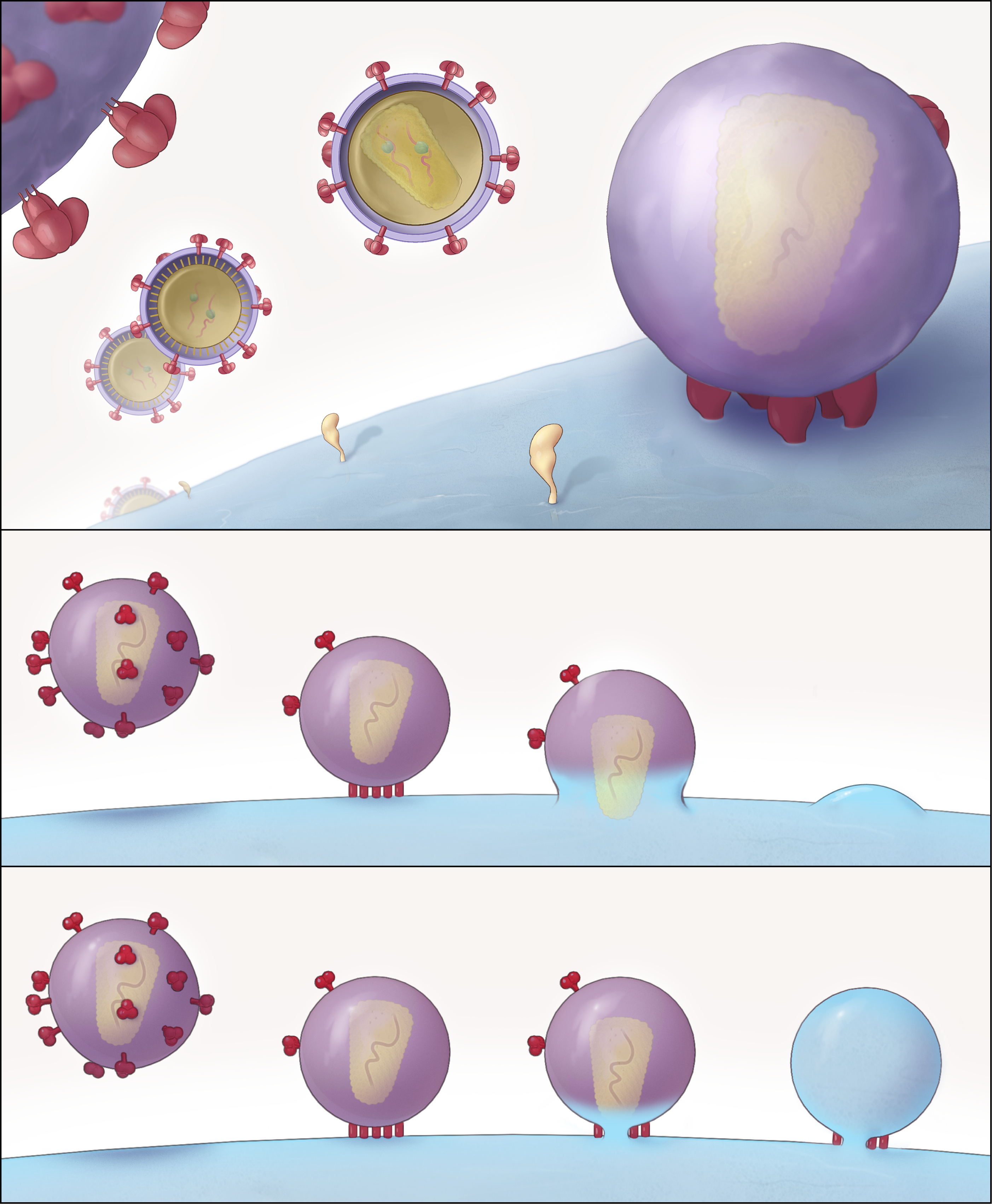
Un virión de VIH uniéndose a la célula humana CD4+. Las dos imágenes de abajo representan dos modelos propuestos de la fusión del VIH con la célula.

## Entrada del VIH

### Proteínas
Existen varias proteínas clave que intervienen en el proceso de entrada del VIH
- CD4, es un receptor de proteína que se encuentra en la superficie de las células T auxiliares en el sistema inmunológico humano, también llamadas células CD4+ T
- gp120, es una proteína en la superficie del VIH que se une al receptor CD4
- CCR5, es un segundo receptor que se encuentran en la superficie de las células CD4 +, llamado co-receptor de quimiocinas
- CXCR4, es otro co-receptor de quimiocinas que se encuentra en las células CD4+
- gp41, es una proteína del VIH, estrechamente asociadas a la gp120, que penetra en la membrana de la célula

### Unión, fusión, secuencia de entrada
La entrada del VIH en las células humanas requiere los siguientes pasos:
1. La unión de la proteína de superficie gp120 del VIH, al receptor CD4
2. Un cambio conformacional en la proteína gp120, que aumenta su atracción por un correceptor y expone a la gp41
3. La unión de la proteína gp120 a un correceptor CCR5 o a un CXCR4
4. La penetración de la membrana celular por parte de la gp41, que se aproxima a la membrana del VIH y a la célula T, y promueve su fusión
5. La entrada del núcleo viral en la célula

Los inhibidores de entrada trabajan interfiriendo con el aspecto de este proceso.

## Agentes autorizados
- Maraviroc (Celsentri) se une a CCR5, impidiendo la interacción con gp120. También se le conoce como "antagonista de los receptores de quimiocinas" o un "inhibidor de CCR5."[2]
- Enfuvirtida (Fuzeon) se une a la gp41 e interfiere con su capacidad para aproximar las dos membranas. También se le conoce como un "inhibidor de la fusión."

## Investigación / agentes experimentales
Otros agentes están siendo investigados por su capacidad para interactuar con las proteínas implicadas en la entrada del VIH y la posibilidad de que puedan servir como inhibidores de la entrada.
- TNX-355, un anticuerpo monoclonal que se une a CD4 e inhibe la unión de gp120
- PRO 140, un anticuerpo monoclonal que se une a CCR5
- BMS-488043, una pequeña molécula que interfiere con la interacción de CD4 y gp120
- Plerixafor se estaba desarrollando para interferir con la interacción entre el VIH y CXCR4, pero mostró actividad antiviral poco útil en estudios recientes.
- Galato de epigalocatequina (EGCG), una sustancia que se encuentra en el té verde, parece interactuar con gp120 al igual que varios otros teaflavinas.
- Vicriviroc, similares a maraviroc, se encuentra actualmente en ensayos clínicos para la aprobación de la FDA.
- Aplaviroc, un agente similar al maraviroc y vicriroc. Los ensayos clínicos se interrumpieron en 2005 debido a preocupaciones sobre la seguridad de la medicina.
- b12 es un anticuerpo contra el VIH que se encuentran en algunos no progresores a largo plazo.[3] Se ha encontrado que se unen a la gp120 en la región exacta, o epítopo, donde gp120 se une al CD4. b12 parece servir como un inhibidor de la entrada natural en algunas personas. Se espera que un nuevo estudio de b12 pueda conducir a una vacuna eficaz contra el VIH.
- Griffithsin, una sustancia derivada de las algas, parece tener propiedades inhibidores de la entrada.[4]
- DCM205, es una pequeña molécula a base de L-chicoric acid, un inhibidor de la integrasa. Se sabe que DCM205 inactiva las partículas del VIH-1 directamente in vitro y se cree que actúa principalmente como un inhibidor de la entrada.[5]